# 15 mai
ianuarie • februarie • martie  • aprilie  • mai  • iunie  • iulie  • august  • septembrie  • octombrie  • noiembrie  • decembrie
15 mai este a 135-a zi a calendarului gregorian și ziua a 136-a în anii bisecți. Mai sunt 230 de zile până la sfârșitul anului.

## Evenimente

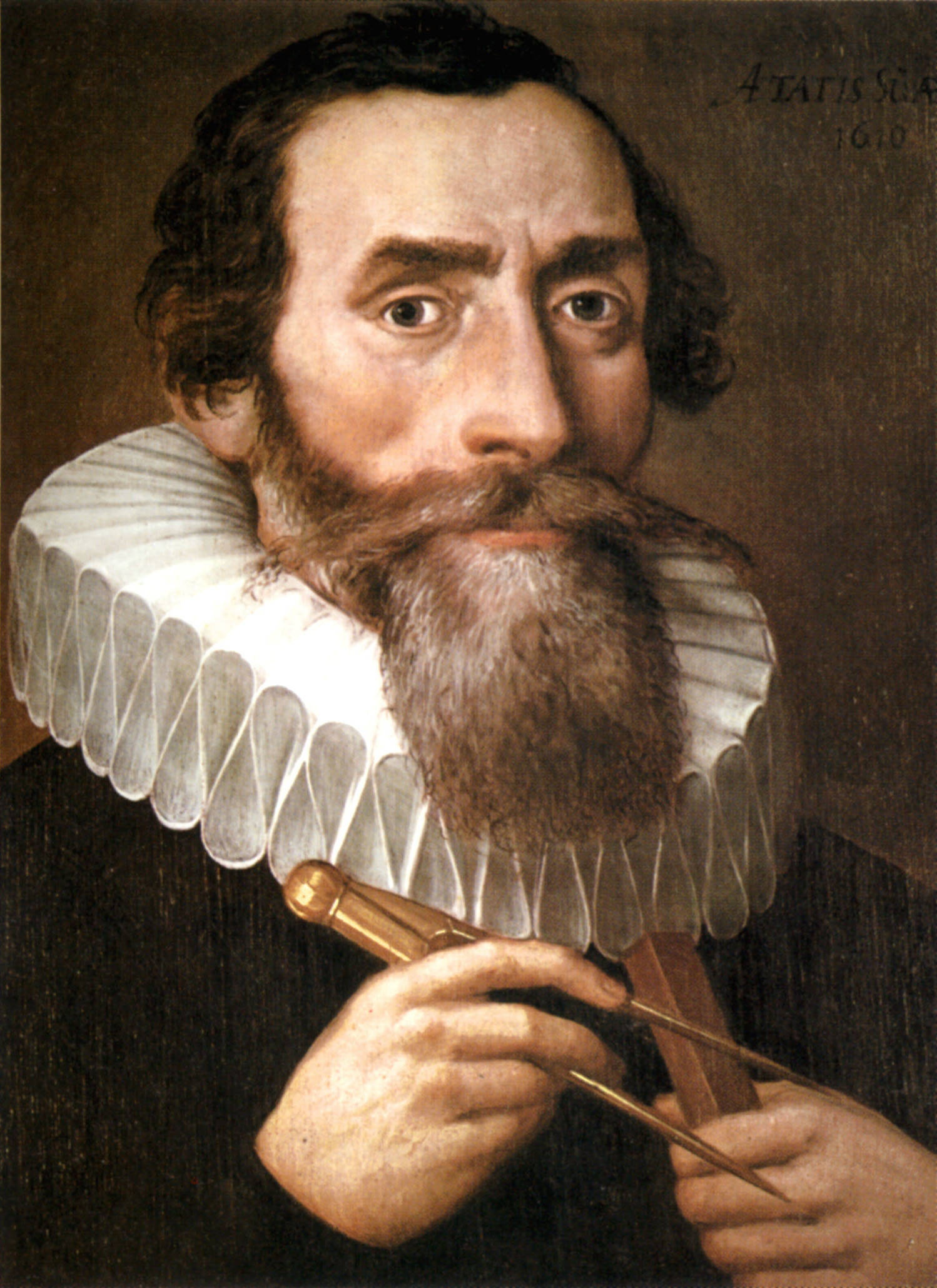
1618: Johannes Kepler confirmă descoperirea celei de-a treia legi a mișcării planetelor (el a descoperit-o prima data de 8 martie, dar curând a respins ideea după ce s-au făcut unele calcule inițiale).

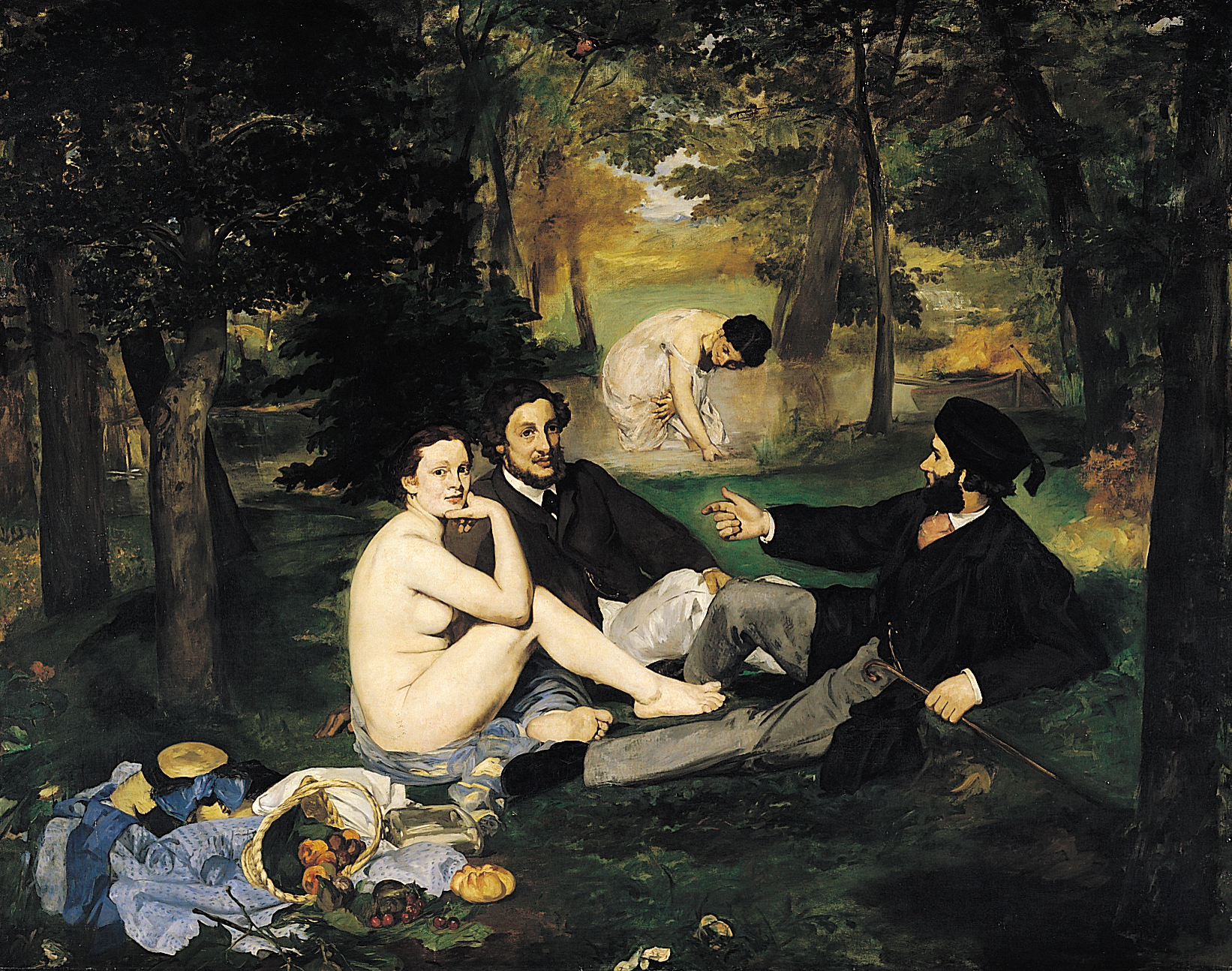
1863: La inițiativa împăratului Napoleon al III-lea se deschide Salon des Refusés unde se pot vedea Dejunul pe iarba (foto) de pictorul Édouard Manet și Fata în alb de James McNeill Whistler, care sunt percepute de public ca fiind scandaloase.

1970: The Beatles lansează albumul Let It Be, în Statele Unite.

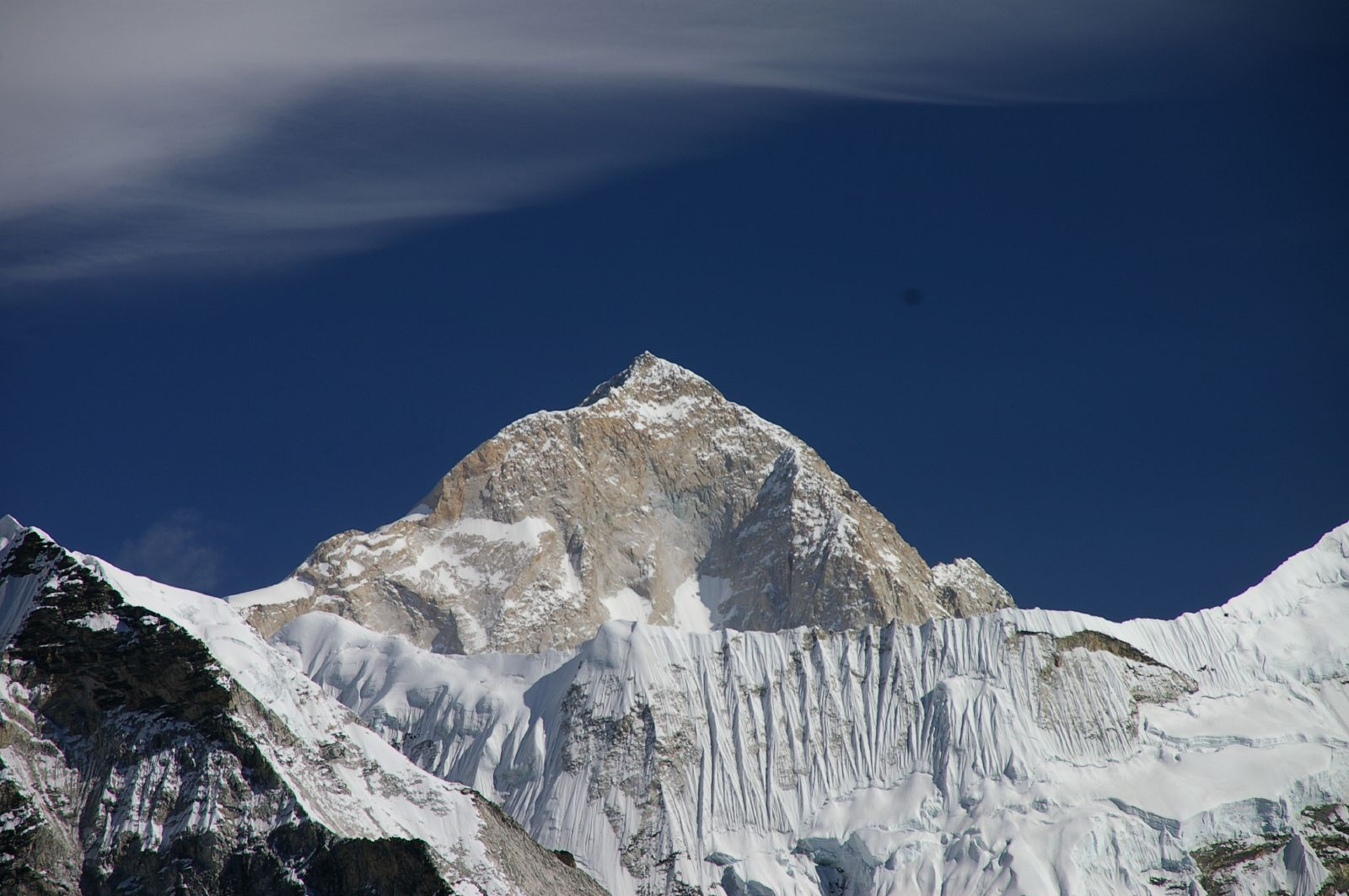
1955: Prima ascensiune a vârfului Makalu, al cincilea vârf ca înălțime din lume.

- 0392: Împăratul Valentinian al II-lea este asasinat în timp ce avansa spre Galia împotriva uzurpatorului franc Arbogast. Este găsit spânzurat la reședința sa de la Viena.
- 0908: Constantin al VII-lea, în vârstă de trei ani, fiul împăratului bizantin Leon al VI-lea Filozoful, este încoronat simbolic co-împărat  al Imperiului Bizantin, alături de tatăl și unchiul său, de patriarhul Euthimius I al Constantinopole.
- 1252: Papa Inocențiu al IV-lea emite bula papală  ad exstirpanda, prin care autorizează, dar de asemenea limitează, tortura ereticilor de către Inchiziția medievală.
- 1536: Anne Boleyn, regina Angliei, este judecată la Londra sub acuzația de trădare, adulter și incest; ea este condamnată la moarte de un juriu special selectat.
- 1567: Maria, regină a Scoției se căsătorește cu James Hepburn, Conte de Bothwell, cel de-al treilea ei soț.
- 1618: Johannes Kepler confirmă descoperirea celei de-a treia legi a mișcării planetelor (el a descoperit-o prima data de 8 martie, dar curând a respins ideea după ce s-au făcut unele calcule inițiale).
- 1648: Se semnează Pacea Westfalică prin care s-a pus capăt Războiului de Treizeci de Ani.
- 1685: Urcă în scaunul Țării Moldovei domnitorul Constantin Cantemir, tatăl celebrului Dimitrie Cantemir; a deținut tronul până la moarte (15 martie 1693).
- 1701: Începe Războiul Succesiunii Spaniole.
- 1718: A fost patentată prima mitralieră din lume de către James Puckle, un avocat din Londra.
- 1730: Robert Walpole devine prim-ministru al Regatului Unit.
- 1756: Începe Războiul de Șapte Ani când Anglia declară război Franței.
- 1796: Medicul englez Edward Jenner administrează pentru prima oară în istorie vaccinul contra variolei.
- 1800: George al III-lea al Regatului Unit supraviețuiește tentativei de asasinat a lui James Hadfield de la teatrul regal din Londra; mai târziu Hadfield este achitat pe motiv de nebunie.
- 1811: Paraguay își declară independența față de Spania.
- 1842: Debutul literar al lui Dimitrie Bolintineanu în „Curierul de ambe sexe" condus de Ion Heliade Rădulescu, cu poezia „O fată tânară pe patul morții".
- 1848: Adunarea de la Blaj proclamă națiunea română din Transilvania drept egală cu celelalte națiuni din Marele Principat, protestează împotriva iminentei uniri a Transilvaniei cu Ungaria și afirmă fidelitatea românilor din Transilvania față de împăratul de la Viena.
- 1861: S-a înființat, la București, prima școală românească de medicină veterinară.
- 1863: La inițiativa împăratului Napoleon al III-lea se deschide Salon des Refusés unde se pot vedea Dejunul pe iarba de pictorul Édouard Manet și Fata în alb de James McNeill Whistler, care sunt percepute de public ca fiind scandaloase.
- 1868: Pronunciamentul de la Blaj, prin care s-a cerut autonomia Transilvaniei și repunerea în vigoare a legii prin care limba română a fost declarată limbă oficială în Transilvania, alături de maghiară și germană.
- 1877: A apărut, la București, cotidianul „România liberă", ziar politic și literar, aflat sub conducerea lui Dimitrie August Laurian (până la 14 iunie 1889).
- 1891: Publicarea enciclicei Rerum Novarum a papei Leon al XIII-lea, prima enciclică socială.
- 1928: Mickey Mouse și Minnie Mouse apar pentru prima dată în filmului Plane Crazy de Walt Disney.
- 1935: Prima secțiune a Metroului din Moscova se deschide între stațiile Kultury și Sokolniceskaia. În jur de 500 de companii industriale au fost implicate în construcția  metroului.
- 1940: Ciorapii din nylon au fost pentru prima dată puși în vânzare, în SUA.
- 1940: Al Doilea Război Mondial: După lupte grele, trupele olandeze slab pregătite și slab echipate se predau Germaniei, marcând începutul celor cinci ani de ocupație.
- 1943: Stalin dizolvă Cominternul.
- 1945: Bătălia finală în cel de-Al Doilea Război Mondial în Europa are loc la în Slovenia, la Prevalje.
- 1955: Prima ascensiune a vârfului Makalu, al cincilea vârf ca înălțime din lume.
- 1958: URSS lansează Sputnik 3.
- 1960: URSS lansează Sputnik 4, ca un prototip pentru nava spațială Vostok, prima cu care oamenii vor zbura în spațiu.
- 1970: The Beatles lansează albumul Let It Be, în Statele Unite ale Americii.
- 1991: Președintele François Mitterrand a numit-o în funcția de prim-ministru pe Édith Cresson, prima femeie care a deținut această funcție în Franța.
- 2004: Josh Findley a calculat cel mai mare număr prim cunoscut până la această dată, 224036583 − 1. Numărul conține șapte milioane de cifre.
- 2017: Sculptura din bronz "Muza adormită" a lui Constantin Brâncuși s-a vândut la New York la casa de licitați Christie's cu suma de 57,3 milioane de dolari, un record pentru Brâncuși. Precedentul record, de 37,2 milioane de dolari, datează din februarie 2009, pentru o statuetă din lemn de stejar intitulată Madame L.R. (Portrait de madame L.R.).
- 2018: Lucrarea La Jeune Fille Sophistiquée („Tânăra fată sofisticată”) a lui Constantin Brâncuși s-a vândut la casa de licitații Christie’s din New York cu suma de 71 de milioane de dolari, stabilind un nou record pentru artistul român.

## Nașteri
- 1531: Arhiducesa Maria de Austria,  fiica împăratului Ferdinand I (d. 1581)
- 1567: Claudio Monteverdi, compozitor italian (d. 1643)
- 1773: Metternich, om politic austriac ( d.1859)
- 1822: Juan, Conte de Montizón, pretendent carlist la tronul din Spania și pretendent legitimist la tronul din Franța (d. 1887)
- 1838: Nicolae Grigorescu, pictor român (d. 1907)
- 1842: Arhiducele Ludwig Viktor de Austria, fratele mai mic al împăratului Franz Joseph al Austriei (d. 1919)
- 1845: Ilia Ilici Mecinikov, biolog rus, laureat al Premiului Nobel (d. 1916)
- 1847: Ioniță Scipione Bădescu, poet și publicist român (d. 1904)

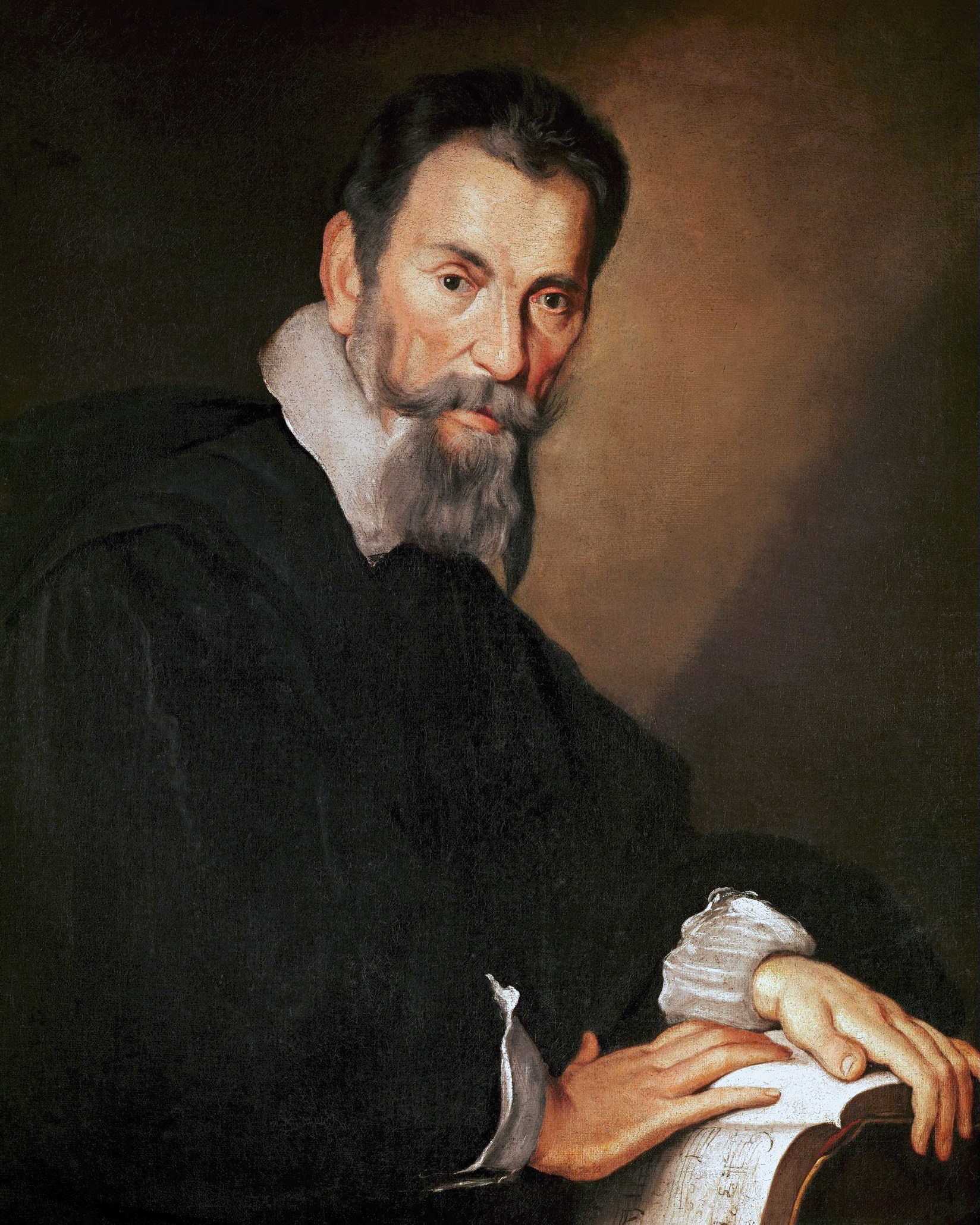
Claudio Monteverdi, compozitor italian
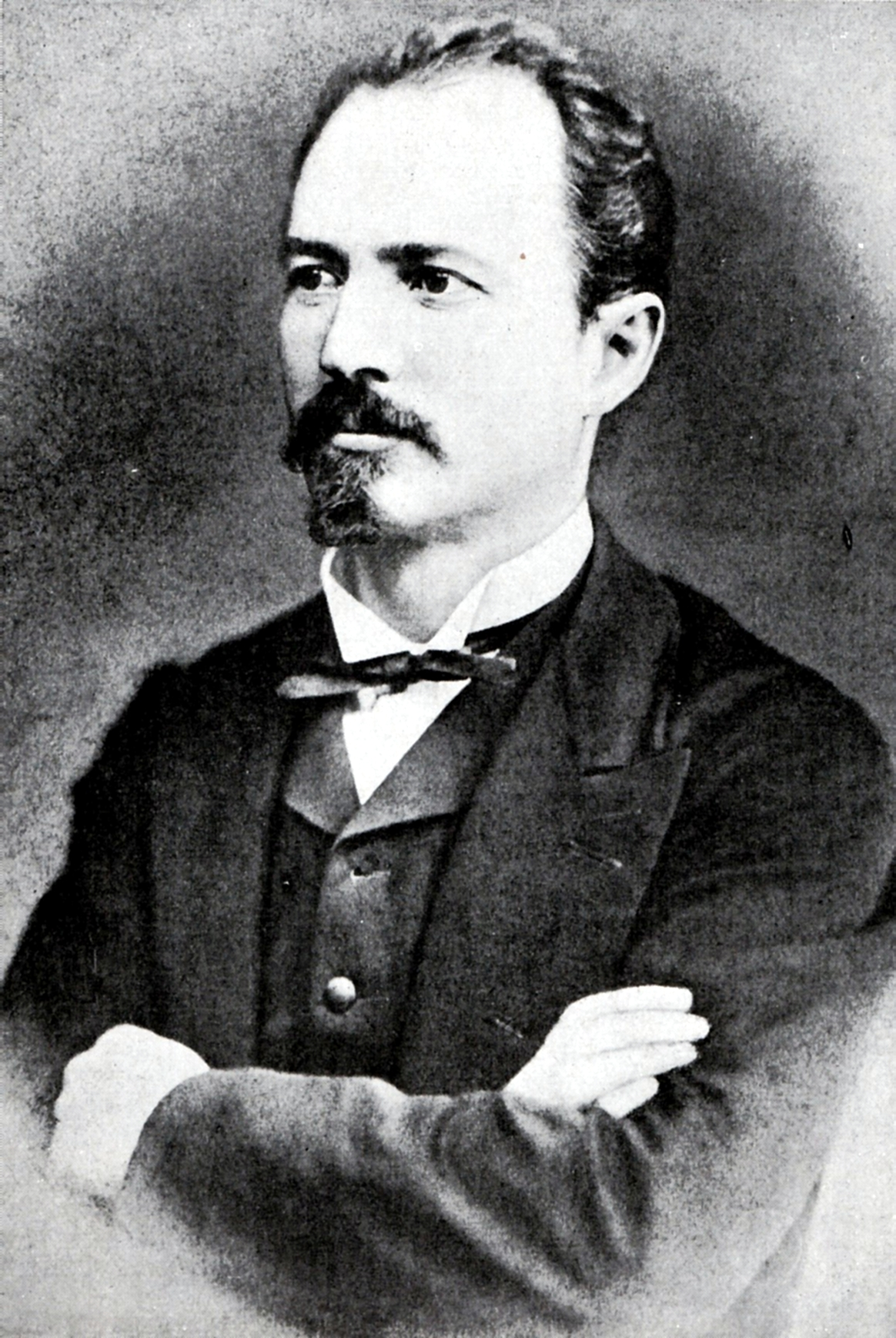
Nicolae Grigorescu, pictor român
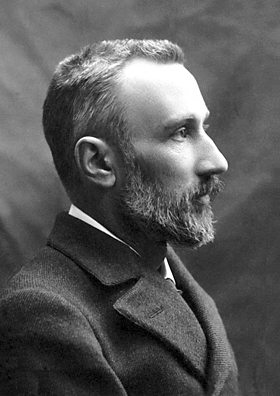
Pierre Curie, fizician francez, laureat Nobel

- 1859: Pierre Curie, fizician francez, laureat al Premiului Nobel (d. 1906)
- 1859: Natalia Obrenovici, regină consort a Serbiei (d. 1941)
- 1862: Arthur Schnitzler, prozator și dramaturg austriac (d. 1931)
- 1881: Marius Bunescu, pictor român (d. 1971)
- 1884: Octav Botez, critic și istoric literar român (d. 1943)
- 1890: Katherine Anne Porter, scriitoare americană (d. 1980)
- 1891: Mihail Bulgakov, romancier și dramaturg rus (d. 1940)
- 1900: Arthur Kreindler, medic neurolog român (d. 1988)
- 1901: Xavier Herbert, scriitor australian (d. 1984)
- 1909: James Mason, actor britanic de film (d. 1984)
- 1911: Max Frisch, dramaturg elvețian (d. 1991)
- 1915: Paul A. Samuelson, economist american, laureat al Premiului Nobel (d. 2009)
- 1925: Savin Bratu, publicist, editor, critic și istoric literar român (d. 1977)
- 1926: Aurel Martin, critic și istoric literar român (d. 1993)

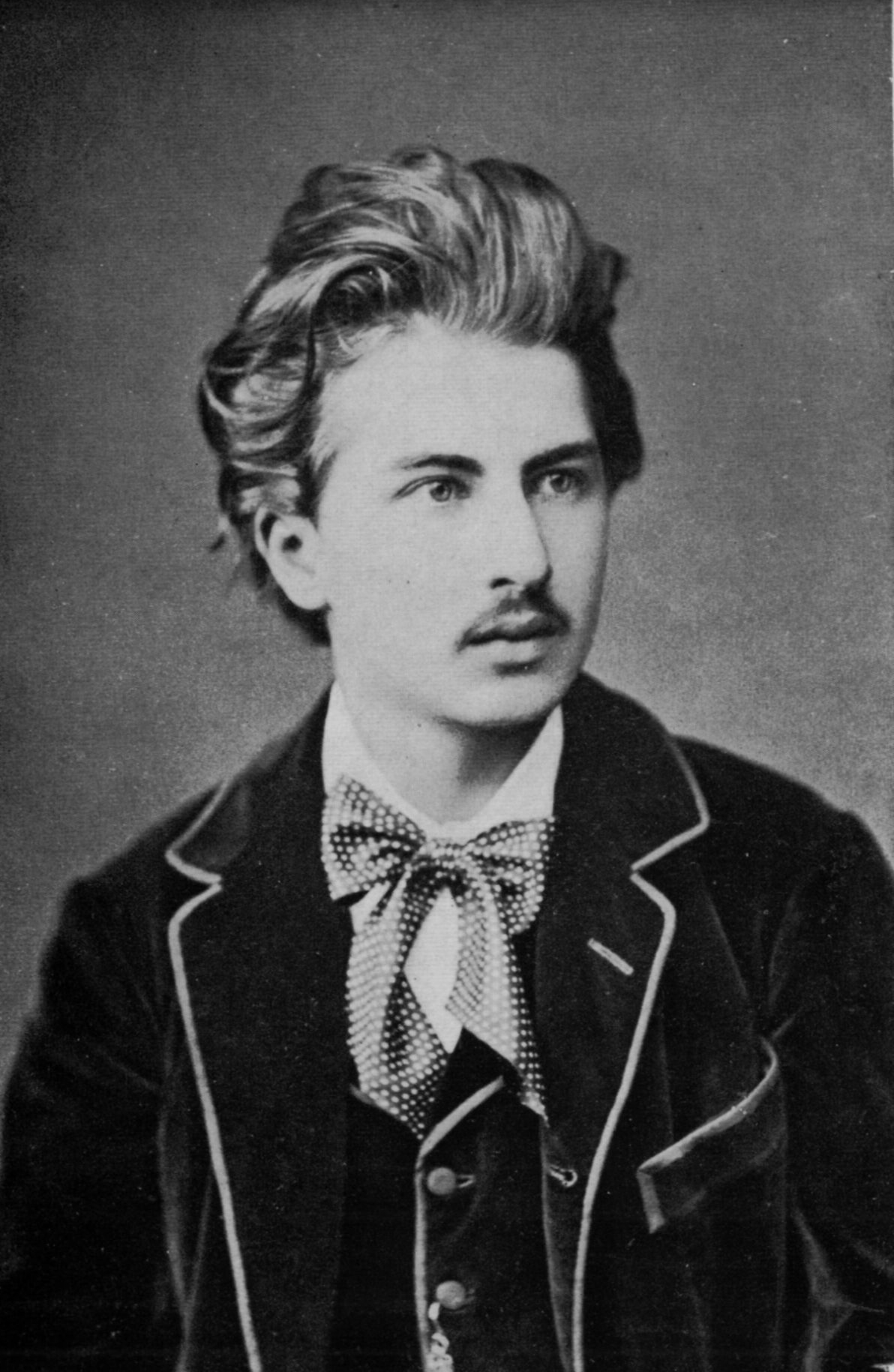
Arthur Schnitzler, prozator austriac
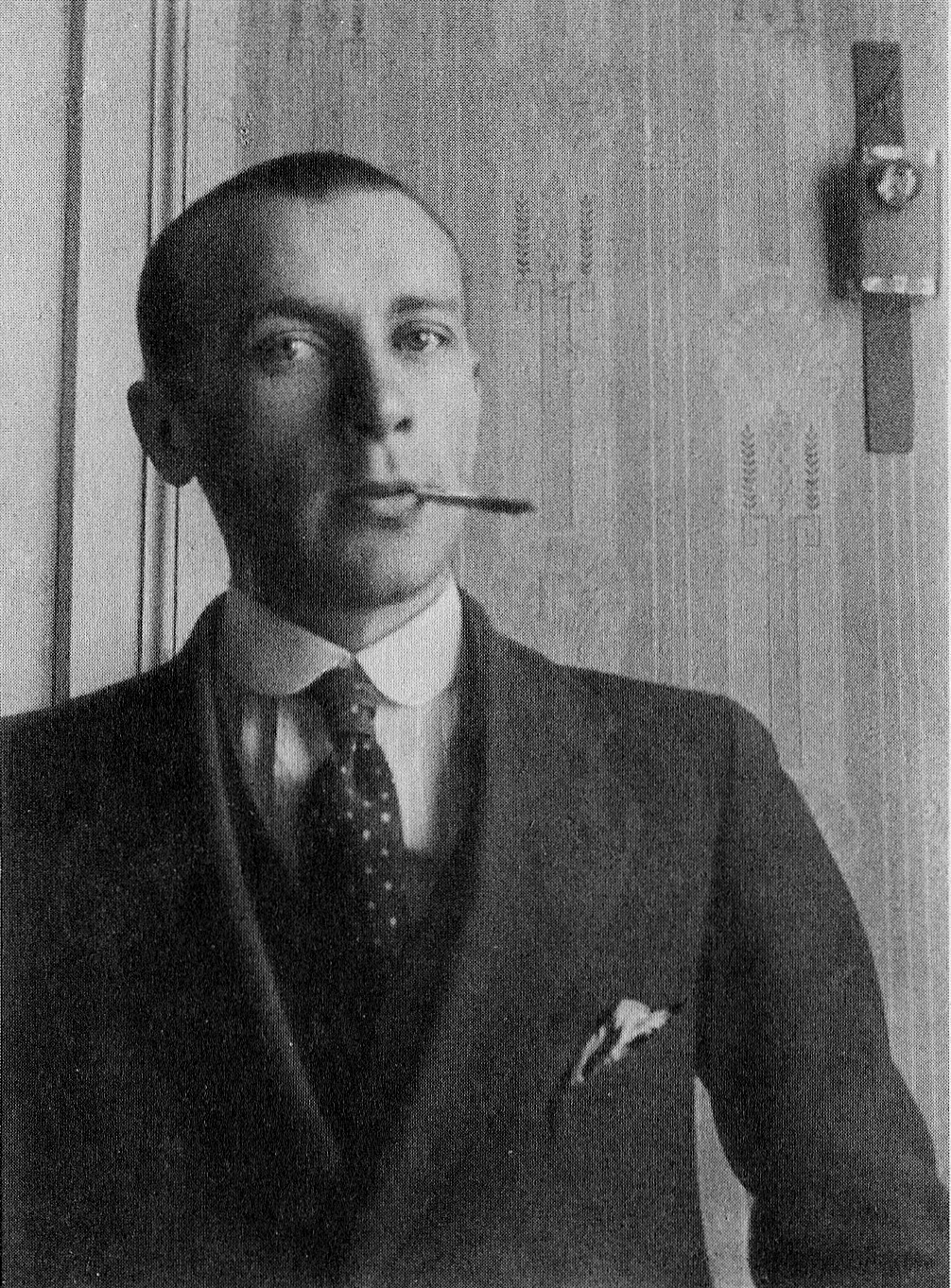
Mihail Bulgakov, dramaturg rus
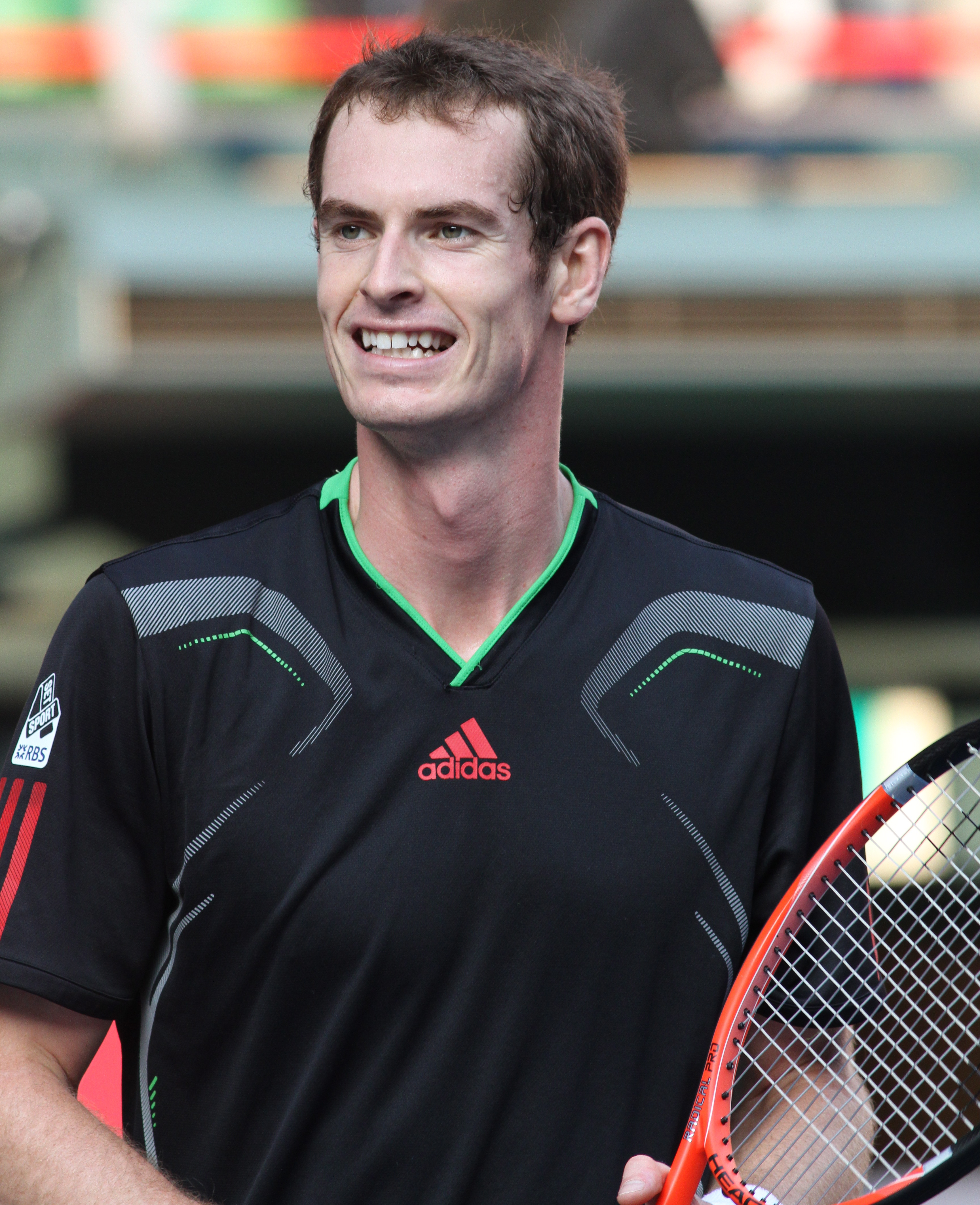
Andy Murray, tenismen britanic

- 1931: Sonia Larian, prozatoare română
- 1937: Madeleine Albright, politician ceh-american, al 64-lea secretar al Statelor Unite (d. 2022)
- 1938: Mireille Darc, actriță franceză (d. 2017)
- 1941: Viorel Comănici, actor român (d. 2020)
- 1942: Ștefan Câlția, pictor român
- 1945: Duarte Pio, Duce de Braganza, șeful Casei Regale a Portugaliei
- 1947: John Lipsky, economist american
- 1951: Frank Wilczek, fizician american, laureat al Premiului Nobel
- 1953: Mike Oldfield, compozitor si muzician englez
- 1956: Gino Iorgulescu, fotbalist român
- 1960: Rob Bowman, regizor și producător american de film
- 1960: Gheorghe Dogărescu, handbalist român (d. 2020)
- 1973: Laura Codruța Kövesi, procuror român
- 1981: Zara Phillips, nobilă engleză, nepoata reginei Elisabeta a II-a
- 1987: Andy Murray, tenismen britanic
- 1996: Birdy, cântăreață, compozitoare engleză

## Decese
- 0392: Valentinian al II-lea, împărat roman (n. 371)
- 1792: Maria Louisa a Spaniei, soția lui Leopold al II-lea, Împărat Roman (n. 1745)
- 1845: George al II-lea, Prinț de Waldeck și Pyrmont (n. 1789)
- 1873: Alexandru Ioan Cuza, domnitor al Moldovei și al Țării Românești, primul domn al Principatelor Unite ale Moldovei și Țării Românești și al statului național România (n. 1820)

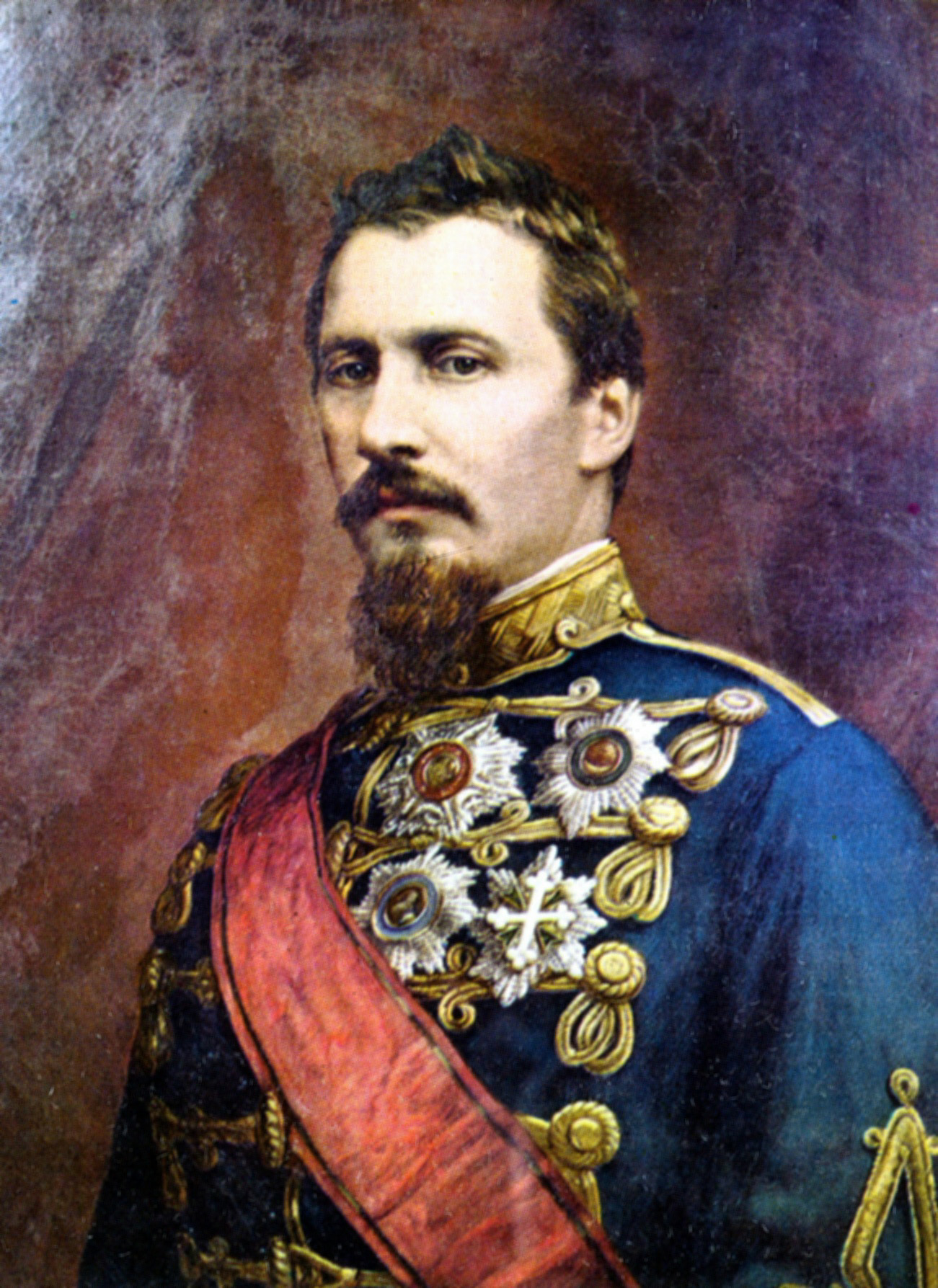
Alexandru Ioan Cuza, primul domnitor al Principatelor Unite și al statului național România
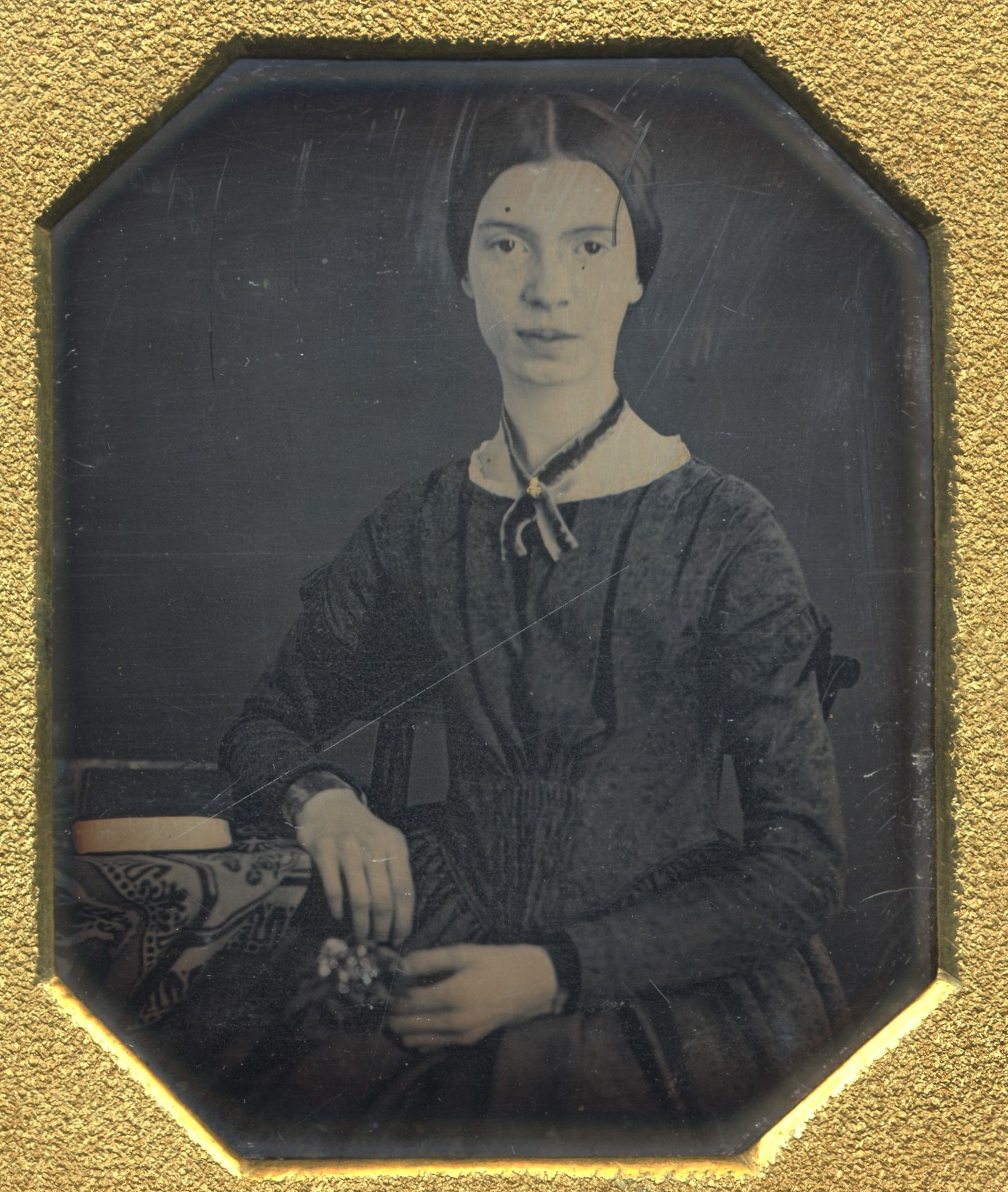
Emily Dickinson, poetă americană
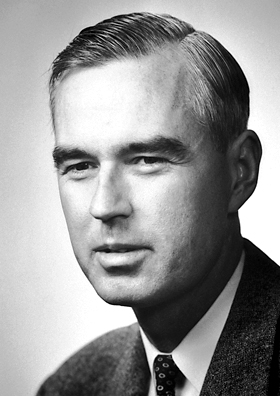
Willis Lamb, fizician american, laureat Nobel

- 1886: Emily Dickinson, poetă americană (n. 1830)
- 1924: Ostap Vîlșina, scriitor și publicist uceainean (n. 1899)
- 1933: Hermann von François, general de infanterie german (n. 1856)
- 1935: Kazimir Malevici, pictor și desenator ucrainean și sovietic (n. 1879)
- 1938: Gheorghe Marinescu, medic român (n. 1863)
- 1967: Edward Hopper, pictor american (n. 1882)
- 1995: Eric Porter, actor englez (n. 1928)
- 2008: Willis Lamb, fizician american, laureat Nobel (n. 1913)
- 2009: Nicolae Filip, fizician moldovean (n. 1956)
- 2010: Rudolf de Habsburg-Lorena, fiu al împăratului Carol I al Austriei (n. 1919)
- 2014: Jean-Luc Dehaene, politician belgian, prim-ministru al Belgiei (n. 1940)
- 2016: André Brahic, astrofizician francez (n. 1942)
- 2018: Cristian Țopescu, comentator sportiv român (n. 1937)
- 2022: Jerzy Trela, actor polonez (n. 1942)
- 2022: Șerban Valeca, fizician și politician român (n. 1956)

## Sărbători
- Sf. Cuv. Pahomie cel Mare; Sf. Ier. Iacob Putneanul, mitropolitul Moldovei (calendar ortodox)
- Sf. Isidor Plugarul și soția sa, Maria; Sfânta Sofia Romana (calendar romano-catolic)
- Ziua latinității
- România: Ziua medicului veterinar (din 1994)
- România: Ziua Internațională a Familiei
- Slovenia: Ziua forțelor armate
- Columbia, Coreea de Sud, Mexic: Ziua profesorului (UNESCO)